# Roy Wood
Roy Wood, właśc. Ulysses Wood (pseud. Wizzard oraz Wizzo, ur. 8 listopada 1946 w Birmingham) – brytyjski piosenkarz rockowy, multiinstrumentalista i kompozytor, założyciel zespołów The Move (1965–1971), Wizzard (1973–2000), Wizzo Band (1975–1978) oraz The Helicopters (1980–1982); współzałożyciel  Electric Light Orchestra (1971–1973). Znany także z twórczości solowej oraz ekscentrycznego wizerunku scenicznego.
Roy Wood komponował i nagrywał utwory przynależące do wielu gatunków muzyki rockowej, tworząc z nich eklektyczną i wymykającą się jednoznacznym klasyfikacjom gatunkowym całość. Jego dojrzała twórczość solowa, którą reprezentują albumy Boulders (1973) i Mustard (1975), kojarzona jest zwykle z jazz-rockiem, rockiem eksperymentalnym i symfonicznym, sięgającym po stylistykę muzyki retro z lat 50. oraz klasycznej ery rock and rolla. Ze względu na wizerunek sceniczny artysta uznawany jest za ważną figurę sceny glam rockowej, do której przylgnęło określenie „enigmatycznego czarodzieja rocka”. Według BBC Wood „wykreował jedno z najbardziej pamiętnych brzmień lat 70.”, a także „odegrał kluczową rolę we współtworzeniu glam rocka, psychodelicznego rocka oraz progresywnego rocka”.
W 2008 roku Wood otrzymał doktorat honoris causa Uniwersytetu w Derby. W 2015 roku został uhonorowany nagrodą Progressive Music Awards przyznawaną muzykom mającym znaczący wkład w rozwój rocka progresywnego, zaś dwa lata później, w 2017 roku, został włączony do Rock and Roll Hall of Fame jako członek Electric Light Orchestra.

## Kariera muzyczna
Wood był początkowo założycielem psychodelicznej grupy The Move, a następnie, wraz z Jeffem Lynne’em, współzałożycielem progresywnej Electric Light Orchestra. Później zwrócił się w stronę kariery solowej, oscylując pomiędzy glam rockiem, popem, a szeroko pojętym nurtem art rocka. Dał się wówczas poznać jako „Wizzard” (pseudonim ten można przetłumaczyć jako Czarrodziej) oraz „Super Active Wizzo”, występujący w ekscentrycznym makijażu, grający muzykę eklektyczną, wielogatunkową, trudną do jednoznacznej klasyfikacji, balansującą pomiędzy patosem, groteską i autoironią. Jego dwie płyty utrzymane w tej tonacji, Wizzard Brew (1973) oraz Introducing Eddy and the Falcons (1974), zaproponowały osobliwą mieszankę klasycznego rock and rolla oraz rocka awangardowego, wszystko to w teatralnej, ekscentrycznej otoczce, pełnej absurdalnego humoru. Z kolei płyta Super Active Wizzo (1977) stanowiła próbę połączenia stylu jazz fusion z hard rockiem spod znaku Led Zeppelin oraz Deep Purple. Następne albumy wniosły do muzyki Wooda znacznie większą dawkę liryzmu, melancholii i osobistych akcentów. W latach 80. muzyk zaangażował się natomiast w projekt o nazwie The Helicopters, w ramach którego nagrał jedynie kilka krążków singlowych.
Dwa solowe albumy Roya Wooda, uznane za jego najwybitniejsze osiągnięcia muzyczne, Boulders (1973) oraz Mustard (1975), zostały stworzone przez niego jako jedyną osobę zaangażowaną w projekt. Artysta zaśpiewał w nich oraz zagrał na wszystkich usłyszanych instrumentach (m.in. perkusja, gitara basowa, gitara elektryczna, gitara akustyczna, fortepian, wiolonczela, instrumenty smyczkowe i dęte, saksofon, klarnet). Eksperyment ten powtórzony został 12 lat później, podczas pracy nad synth popową płytą Starting Up (1987).
Roy Wood okazyjnie grał m.in. z Markiem Bolanem, Jeffem Lynnem, Johnem Bonhamem oraz Jimim Hendrixem. Prywatnie był wieloletnim partnerem Annie Haslam, wokalistki progresywnej grupy Renaissance.

## Recepcja i ocena krytyków
Niektórzy krytycy muzyczni oceniają działalność Roya Wooda jako jedno z najoryginalniejszych, a przy tym niedocenionych dokonań muzyki rockowej lat 70. Według BBC Wood „wykreował jedno z najbardziej pamiętnych brzmień lat 70”, a także „odegrał kluczową rolę we współtworzeniu glam rocka, psychodelicznego rocka oraz progresywnego rocka”, w związku z czym odebrał honorowy doktorat Uniwersytet w Derby.

## Dyskografia

### The Move
- Move (1968)
- Shazam (1970)
- Looking On (1970)
- Message from the Country (1971)

### Electric Light Orchestra
- The Electric Light Orchestra (1971)
- ELO 2 (1973)

### Wizzard
- Wizzard Brew (1973)
- Introducing Eddy and the Falcons (1974)
- Super Active Wizzo (1977)
- Main Street (2000)

### Kariera solowa
- Boulders (1973)
- Mustard (1975)
- On The Road Again (1979)
- Starting Up (1987)